# ♁
♁, un orbe crucigère, est un symbole chrétien pour le Monde et un symbole astronomique pour la planète Terre.
Son caractère Unicode est 2641.